# Gerd Grochowski
 (janvier 2017).
Si vous disposez d'ouvrages ou d'articles de référence ou si vous connaissez des sites web de qualité traitant du thème abordé ici, merci de compléter l'article en donnant les références utiles à sa vérifiabilité et en les liant à la section « Notes et références ».
Gerd Grochowski,  né le 28 février 1956 à Krefeld et mort le 16 janvier 2017 à Mayence, est un chanteur d'opéra allemand, baryton-basse.